# Mahmoud Baroudi
Pour les articles homonymes, voir Baroudi.
Mahmoud Baroudi, né le 13 janvier 1981 à Nabeul, est un homme politique tunisien, membre de l'assemblée constituante entre 2011 et 2014.

## Biographie
Il naît dans une famille de militants : son père est engagé dans le mouvement Ennahdha et passe sept ans en prison après être parti en exil. Après avoir passé le baccalauréat, Mahmoud Baroudi part en France où il obtient une licence d'éco-gestion et entreprend des études de finances et de sociologie politique. De retour en Tunisie, il travaille comme analyste financier, avant d'être limogé pour raisons politiques puis reste trois ans sans emploi et sans passeport. En 2013, il prépare une thèse de doctorat intitulée Bonne gouvernance, corruption, croissance et inégalités sociales dans les pays en voie de développement dans le cadre des Recherches comparatives sur le développement de l'École des hautes études en sciences sociales à Paris.
Il commence à militer en fréquentant l'UNEF et le PCF à Paris, puis le Congrès pour la République, auquel il adhère entre 2002 et 2005, avant de rejoindre le Parti démocrate progressiste (PDP).
Il est élu le 23 octobre 2011, en tant que constituant représentant la deuxième circonscription de Nabeul, puis devient président de la commission des secteurs de services et membre de la commission des martyrs et blessés de la révolution et de l'amnistie.
À la suite de la création d'Al Joumhouri, fusion du PDP et d'Afek Tounes, certains militants, dont il fait partie, accusent Ahmed Néjib Chebbi et ses alliés d'avoir accaparé une grande partie des places des comités central et exécutif attribuées aux représentants du PDP, dont une douzaine d'entre eux appartiennent à la famille Chebbi. Par conséquent, neuf constituants, lui inclus, décident de suspendre leurs activités dans le parti et lancent le mouvement réformateur, dans l'attente de l'achèvement des négociations avec les militants partageant leur point de vue. Le 29 avril 2012, le courant dit réformateur, issu du PDP, décide lors d'un meeting tenu à Sousse de se retirer définitivement d'Al Joumhouri et de créer son propre parti, l'Alliance démocratique.
Il compare le 19 juillet 2012 la Tunisie à une république bananière après que le président Moncef Marzouki a nommé un nouveau gouverneur à la tête de la Banque centrale de Tunisie, une semaine avant que le limogeage du titulaire, Mustapha Kamel Nabli, ne soit entériné par l'assemblée constituante : « Il s'agit d'un décret d'un président provisoire d'une république bananière ».
Après la démission d'Hamadi Jebali et la nomination d'Ali Larayedh, ce dernier constitue un gouvernement dont la coalition serait plus large que celle de Jebali. Larayedh propose alors à l'Alliance démocratique de le rejoindre, proposant à Baroudi les portefeuilles du Commerce et du Tourisme qu'il décline. Tête de liste de l'Alliance démocratique dans la deuxième circonscription de Nabeul lors des élections législatives de 2014, il n'est pas élu et quitte son parti au lendemain des élections pour rejoindre Nidaa Tounes.

## Vie privée
Il est marié et père de deux filles,.